# Lijst van beelden in Haarlemmermeer
Dit is een (onvolledige) chronologische lijst van beelden in Haarlemmermeer. Onder een beeld wordt hier verstaan elk driedimensionaal kunstwerk in de openbare ruimte van de Nederlandse gemeente Haarlemmermeer, waarbij beeld wordt gebruikt als verzamelbegrip voor sculpturen, standbeelden, installaties, gedenktekens en overige beeldhouwwerken.
| Geplaatst                  | Omschrijving                         | Kunstenaar               | Straat | Plaats                      | Materiaal                                                          | Afbeelding |
| -------------------------- | ------------------------------------ | ------------------------ | --- | --------------------------- | ------------------------------------------------------------------ | ---------- |
| 1876                       | Grafmonument voor Jan Pieter Heije   | Willem Molkenboer        | begraafplaats, dr Heijelaan (bij 80) | Abbenes                     | steen                                                              |            |
| Omstreeks 1929             | Heilig Hartbeeld                     | ?                        | Dr. Schaepmanstraat 9 (kerk) | Halfweg                     | natuursteen                                                        | [ 1 ]      |
| 1947                       | Verzetsmonument                      | Geurt Brinkgreve         | Snipstraat (bij 2) | Badhoevedorp                | steen                                                              |            |
| 1950; verplaatst 2017      | Verzetsmonument Halfweg              | Jan Willem Havermans     | N200/Dubbele Buurt | Halfweg                     | brons                                                              |            |
| 1952; verplaatst 1960      | Monument Wilgenlaan, Verzetsmonument | Janny Brugman-de Vries   | Wilgenlaan | Zwanenburg                  | natuursteen                                                        |            |
| 1953                       | Albert Plesman                       | Servaas Maas             | | Schiphol                    | brons                                                              |            |
| 1959                       | Jacob en de Engel                    | Ben Guntenaar            | Hoofddorpse wandelbos, Kruisweg/Boslaan | Hoofddorp                   | kalksteen                                                          |            |
| 1961                       | Twee acrobaten                       | Pearl Perlmuter          | Burgemeester Van Amerfoordtlaan | Badhoevedorp                | brons                                                              |            |
| 1962                       | Brugknuffel                          | Herman van der Heide     | bij Nieuwemeerdijk, op de Sloterbrug | Badhoevedorp                | beton                                                              |            |
| 1962                       | Man op combine                       | Leo de Vries             | Dr. Haeringenplantsoen | Nieuw Vennep                | brons                                                              |            |
| 1967                       | De Zonneruiter                       | Arthur Spronken          | | Schiphol                    | brons                                                              |            |
| 1972                       | Hoorn des Overvloeds                 | Hans Koetsier            | Fort bij Vijfhuizen (afbeelding boven) Eerder te zien in de vijver aan de Taurusavenue te Hoofddorp (2010-, afbeelding beneden) en oorspronkelijk Van Heuven Goedhartlaan in Amstelveen (1972-2006) | Vijfhuizen (Haarlemmermeer) |                                                                    |            |
| 1973                       | Dik Trom                             | Nico Onkenhout           | Marktplein | Hoofddorp                   | brons                                                              |            |
| 1973                       | Nonnetjes                            | Kees Verkade             | Spaarne Ziekenhuis | Hoofddorp                   | brons                                                              |            |
| 1974                       | Nevelpaarden                         | Eric Claus               | Nieuweweg | Hoofddorp                   | brons                                                              |            |
| 1974                       | Knoop                                | Shinkichi Tajiri         | Aankomsthal 1 | Schiphol                    | Polyester                                                          |            |
| 1975                       | Appel                                | Kees Franse              | Vertrekhal 1 | Schiphol                    | hout                                                               |            |
| 1976; wordt vervangen 2017 | Rust Roest                           | Jan Jacobs Mulder        | Floris Balthasarstraat | Spaarndam                   | Staal                                                              | [ 4 ]      |
| 1979                       | Oorlogsmonument                      | Truus Menger-Oversteegen | Pax | Hoofddorp                   | Brons                                                              |            |
| 1982                       | Verzetsmonument                      | Gerrit Zijlstra          | Burgemeester van Stamplein | Hoofddorp                   | steen                                                              |            |
| 1988                       | De polderjongen                      | Karel Gomes              | Polderplein | Hoofddorp                   | brons                                                              |            |
| 1993                       | I meet you (klompen)                 | Mark Brusse              | Aankomsthal 3 | Schiphol                    |                                                                    |            |
| 1993                       | Vliegende Vis                        | Carel Visser             | Vertrekhal 3 | Schiphol                    | aluminium                                                          |            |
| 1995                       | Vrijheidsbeeld                       | Karel Gomes              | Leimuiderdijk/Lisseweg | Weteringbrug                | brons                                                              |            |
| 1995                       | Coda (ontmoetingspunt)               | Dennis Adams             | Schiphol Plaza | Schiphol                    |                                                                    |            |
| 1997 (verwijderd in 2010)  | Debet & Credit                       | Henck van Dijck          | langs N207 (Leimuiderweg) | Nieuw-Vennep                |                                                                    |            |
| 1997                       | Fibonaccireeks                       | Mario Merz               | Schipholgebouw langs afrit van A4 | Schiphol                    | neonlampen                                                         |            |
| 1998                       | Leda en de zwaan                     | Bert van Loo             | Zwanenwater | Nieuw-Vennep                | vierkant object in het water; glazen platen met staaldraadtekening |            |
| 1999                       | Versteend water (druppel)            | Joos Clijsen             | Kruisweg (N210) / Spieringweg | Cruquius                    | terrazzo/staal                                                     |            |
| 2000                       | Two incredible sitting black snowmen | Tom Claassen             | Schiphol Plaza | Schiphol                    | brons                                                              |            |
| 2002 (verwoest in 2004)    | Ruimtetempel                         | Auke de Vries            | Big Spotters Hill (Floriade) | Vijfhuizen                  |                                                                    |            |
| 2002                       | The Amazing Whale Jaw                | Maurice Nio              | Spaarnepoort | Hoofddorp                   | piepschuim, polyester                                              |            |
| 2004                       | Jan Adriaanszoon Leeghwater          | Karel Gomes              | Lisserdijk 5 (gemaal Leeghwater) | Buitenkaag                  | brons                                                              |            |
| 2004                       | De wandelende mens                   | Thomas Houseago          | Taurusavenue | Hoofddorp                   |                                                                    |            |
| 2005                       | Vrijheidsbeeld                       | Nicolas Dings            | Recreatieplas Toolenburg | Hoofddorp                   | terrazzo, brons                                                    |            |
| 2005                       | Dolende Ridders                      | Vanessa Jane Phaff       | "Sportdorp" | Hoofddorp                   |                                                                    |            |
| 2005                       | J.P. Amersfoordt                     | Antoinette Otten         | Burg. Amersfoordtlaan (tegenover Badhoevelaan) | Badhoevedorp                | steen                                                              |            |
| 2006                       | Het Mannetje van Hoofddorp           | Tom Claassen             | Burg. van Stamplein | Hoofddorp                   | aluminium                                                          |            |
| 2008                       | De Inhakker                          | Berend Seiger            | Venneperweg | Nieuw-Vennep                | brons                                                              |            |
| 2008?                      | Monsieur Hulot                       | Joost van den Toorn      | Huigsloterdijk / Hoofdweg Oostzijde | Buitenkaag                  | brons                                                              |            |
| 2014                       | MainPoort                            | Lehner Gunther           | Big Spotters Hill | Vijfhuizen                  | staal                                                              |            |
| 2014                       | Toekomst en verleden                 | Joep van Opzeeland       | Oranje Nassaustraat/N200 | Halfweg                     | Frans Kalksteen                                                    |            |
| 2017                       | Spantenbouw                          | Iede Reckman             | Rijnland / Wetering | Spaarndam                   | hout (Azobe)                                                       |            |
| 2018                       | Sinaasappels van Halfweg             | Mike Pratt               | Mientekade/houtrijkstraat | Halfweg                     | brons                                                              |            |
| ?                          | Veenwerker                           |                          | | Lisserbroek                 | brons                                                              |            |
| ?                          | De Prikker                           | Berend Seiger            | | Vijfhuizen                  |                                                                    |            |
| ?                          | Salami                               | Carel Visser             | Schiphol luchthaven | Schiphol                    |                                                                    |            |
| ?                          | Generaties                           | Karel Gomes              | Keizersweg (107), De Schuilhoeve | Badhoevedorp                | brons                                                              |            |
| ?                          | Gevelsteen voorm. suikerfabriek      | ?                        | Haarlemmerstraatweg | Halfweg                     | natuursteen                                                        |            |
| ?                          | Gevelsteen brandweerkazerne          | ?                        | Beatrixstraat | Halfweg                     | natuursteen                                                        | [ 7 ]      |